# Антагор (міфологія)
Антаго́р (дав.-гр. Ανταγόρας) — персонаж давньогрецької міфології, пастух з острова Кос, але при цьому син місцевого володаря Евріпіла.
Геракл по дорозі з Трої зазнав трощи поблизу острова Кос. Антагор як раз гнав стадо овець повз, коли Геракл і його супутники, які щойно вибралися на берег, вичавлювали свій мокрий одяг. У відповідь на прохання Геракла подарувати їм барана, Антагор, який відрізнявся могутньою статурою, викликав Геракла на поєдинок, запропонувавши барана як нагороду переможцю. Виснажений бурею Геракл виклик прийняв, але в подальшій сутичці зазнав поразки. Тоді супутники Геракла напали на Антагора, якому на допомогу прийшли меропи. Геракл перевдягнувся у жіночий одяг і таким чином зміг втекти.  